# Kari Mette Johansen
Kari Mette Johansen (Fredrikstad, 11 de janeiro de 1979) é uma handebolista profissional norueguesa, bicampeã olímpica.